# Antonio Rukavina

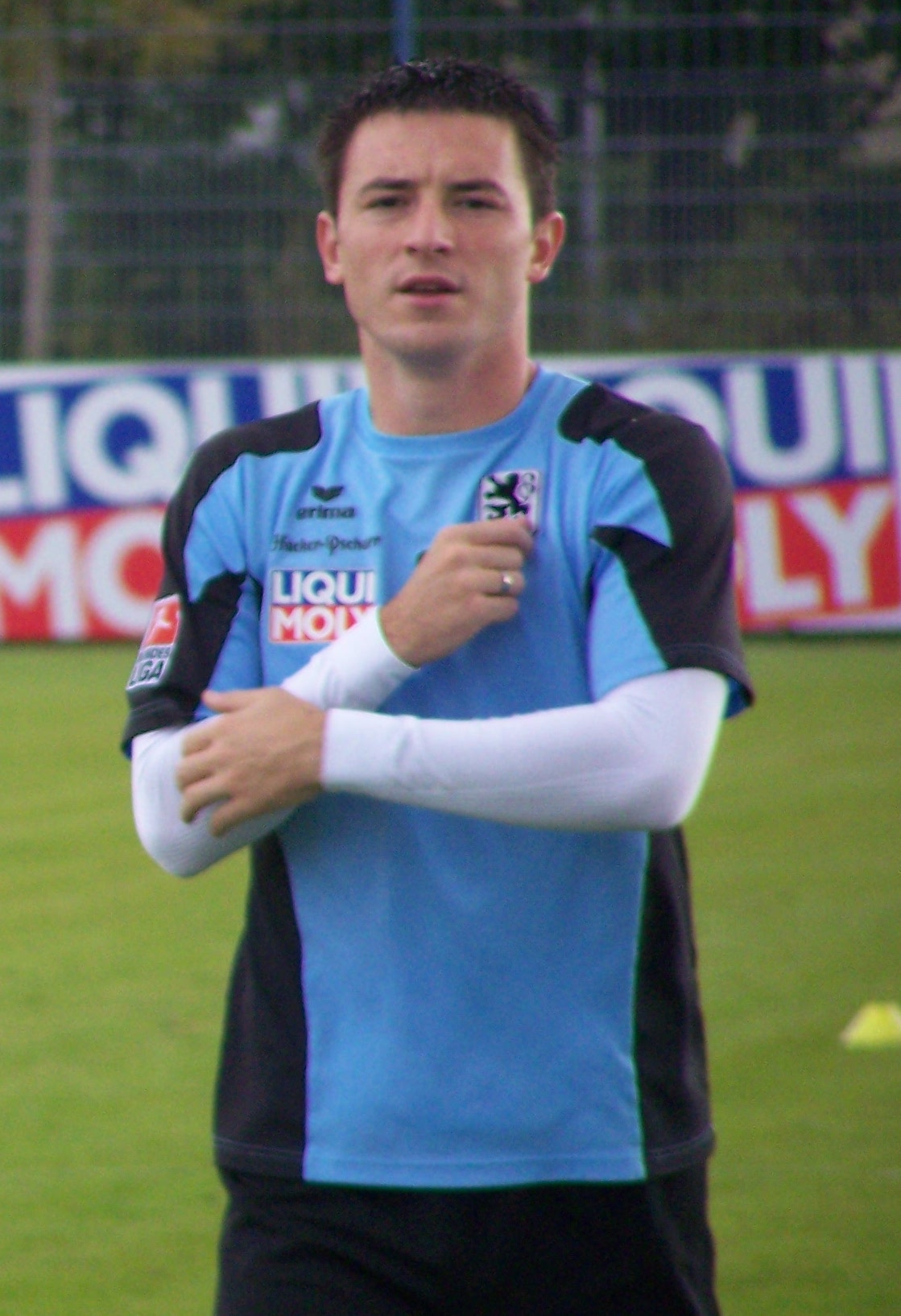
Antonio Rukavina

Antonio "Toni" Rukavina, född  26 januari 1984 i Belgrad, Jugoslavien (nuvarande Serbien), är en serbisk fotbollsspelare som sedan 2014 spelar för Villarreal CF, dit han kom från Real Valladolid. Tidigare har han spelat i FK Bežanija, FK Partizan,  Borussia Dortmund och 1860 München. Han har representerat det serbiska fotbollslandslaget ett antal gånger och var bland annat med i truppen till VM 2010.